# Kunstidamaeus tecticola
Kunstidamaeus tecticola är en kvalsterart som först beskrevs av Michael 1888.  Kunstidamaeus tecticola ingår i släktet Kunstidamaeus och familjen Damaeidae.

## Underarter
Arten delas in i följande underarter:
- K. t. tecticola
- K. t. romaniae